# Нестеренко Павло Антонович
Павло́ Анто́нович Нестере́нко (15 липня 1912 — 6 травня 1981) — Герой Радянського Союзу (1945), в роки німецько-радянської війни старший ад'ютант батальйону 990-го Сталінського ордену Суворова 3-го ступеня стрілецького полку (230-та Сталінсько-Берлінська стрілецька дивізія, 9-й Краснознаменський стрілецький корпус, 5-та ударна армія, 1-й Білоруський фронт).

## Біографія
Народився 15 липня 1912 р., у с. Бекарівка (тепер Вільнянський район, Запорізької області, Україна). Українець.
Перед Першою світовою війною сім'я переїхала до Томської губернії, Славгородського повіту, до сел. Вишнівка (нині Рубцовський район, Алтайський край). Після закінчення семирічної школи вступив на курси рахівників. Потім працював за спеціальністю в місцевому колгоспі й навіть деякий час був його головою. У 1933 році був направлений на навчання в Омську сільськогосподарську школу, після закінчення якої став працювати на Копотилівській машино-тракторній станції агрономом (Казанський район, Тюменська область), а через три роки очолив відділ агітації і пропаганди райкому партії в Омській області. З 1939 р. член ВКП(б).
У Червоній армії з 1939 року, призваний Казанським районним військкоматом Омської області. У 1940 році закінчив курси політскладу.
На фронті з 27 серпня 1941 року. Вперше взяв участь у боях під Старою Руссою. З лютого 1942 р. по червень 1943 р. брав участь у боях Північно-Західного фронту. У бою 17 червня 1943 р. дістав сильну контузію. Після виходу з госпіталю був направлений на курси комскладу, які закінчив на початку 1944 р. Тоді Нестеренко П. А. назначили командиром кулеметної роти в 990-й стрілецький полк Відзначився у ході Вісло-Одерській наступальній при прориві оборони ворога на Віслі, штурмі Варшави, стрімкому бойовому марші від Вісли до Одера через Польщу. 1 лютого1945 р. при форсуванні р. Одер, вийшов із строю командир батальйону. Капітан Нестеренко узяв командування на себе. Відважно командував батальйоном в перших боях по утриманню захваленого плацдарму в районі м. Ней-Блесін (нині м. Костшин, Польща) та по його розширенню. По 5 лютого включно його батальйон відбив 7 контратак ворога. В цих боях знищено близько 240 солдатів і офіцерів ворога, підбито 4 бронетранспортери. Протягом 70 діб бійці його батальйону утримували цей плацдарм до генерального наступу радянських військ на Берлін 16 квітня 1945 р. Протягом 23—24 квітня 1945 р. та до остаточного завершення боїв уміло керував батальйоном у складних вуличних боях при здобутті Берліна. За три дні боїв він захопив декілька приміщень влади, зокрема й імперську канцелярію в центрі міста.
Особливу мужність П. Нестеренко виявив під час захоплення міської електростанції Клінгенбер. Завданням цієї операції було — в жодному разі не допустити вибуху. Було залучено декілька штурмових груп включно з саперами.
31 травня 1945 р капітану Нестеренку П. А.  було присвоєно звання Героя Радянського Союзу.
Брав участь в боях по ліквідації Яссо-Кишинівського угрупування противника. Будучи вже начальником штабу батальйону у складі 990-го стрілецького полку, 230-ї стрілецької дивізії, 5-ї ударної армії, 1-го Білоруського фронту пройшов з боями Польщу, звільняв Варшаву. З грудня 1945 р. по лютий 1947 р. Нестеренко П. А. — командир окремої роти почесної варти при головнокомандуючому групи радянських військ в Німеччині. У лютому-вересні 1947 р. — заступник військового коменданта м. Ольбернхау (Німеччина), вересень-листопад 1947 р. — старший офіцер радянської воєнної комендатури, радник воєнного коменданта з економічних питань району Шнеєберг (Німеччина). З листопада 1947 р. — старший офіцер радянської воєнної комендатури району Шварценберг (Німеччина).
Указом Президії Верховної Ради СРСР від 9 травня 1950 р. був позбавлений звання Героя Радянського Союзу.
Повернувся до своєї професії. Був направлений на Алтай. Працював агрономом, головним агрономом радгоспу «Комунар» в Алейському районі. З весни 1957 років жив в с. Боровське Парфеновського району (зараз Алейський район), де працював економістом і агрономом радгоспу «Боровський». Від 21 січня 1969 р. Указом Президії Верховної Ради СРСР Нестеренко П. А. було поновлено у званні Героя Радянського Союзу. У селі проживав до 1977 р., а потім переїхав до Барнаула, Алтайський край. Помер 6 травня 1981 р. в Барнаулі.

## Нагороди
- орден Леніна,
- орден Богдана Хмельницького 3-го ступеня,
- орден Червоної Зірки.